# Перлит (супстрат)
Перлит је природни вулкански материјал, алумосиликат. У производњи садног материјала употребљава се као замена за песак тако што се претходно жари на 1000оC што му даје зрнасту структуру идеалну за ожиљавање резница. 

## Особине
Светлосиве је боје са димензијама зрна од 3 до 8 mm; лак је, стерилан, без пуферних особина и размене катиона уз истовремену одличну аерацију и дренажу (честице садрже ваздух у 98% запремине). Већи део тог ваздуха је затворен и неприступачан резницама; pH је од 6-7,5. 

## Начин коришћења
Перлит може да се користи самостално, али је за ожиљавање дрвенастих врста боља мешавина са тресетом. Тресет повећава капацитет за воду и даје резницама бољу стабилност. Перлит је повољно окружење за чување луковица, кртола и ризома. Олакшава одржавање травњака; уношење експандираног перлита у земљиште пре сетве смањује појаву забаривања и исушивања травњака као и сабијања земљишта.